# Khalif Barnes
Khalif Barnes (San Diego, 21 aprile 1982) è un giocatore di football americano statunitense che gioca nel ruolo di offensive tackle per gli Oakland Raiders della National Football League. Fu scelto nel corso del secondo giro (52º assoluto) del draft NFL 2005 dai Jaguars. Al college giocò a football all'università di Washington.

## Carriera professionistica

### Jacksonville Jaguars
Barnes fu scelto nel corso del secondo giro del Draft 2005 dai Jacksonville Jaguars. Firmò il 21 luglio un contratto quadriennale per un valore di 2,82 milioni di dollari, inclusi 1,435 milioni di bonus alla firma. Debuttò come professionista il 2 ottobre contro i Denver Broncos. Saltò solamente un incontro da quando fece il suo debutto a causa di una decisione presa dall'ora allenatore capo Jack Del Rio di non farlo giocare perché qualche giorno prima era stato precedentemente arrestato per guida in stato di ebbrezza.

### Oakland Raiders
Il 15 marzo 2009 firmò come free agent un contratto di un anno del valore di 1,2 milioni di dollari. Purtroppo in un allenamento durante il ritiro estivo in uno scontro di gioco gli cadde pesantemente sul piede il compagno di squadra Ryan Boschetti fratturandogli la caviglia sinistra. L'infortunio lo costrinse a saltare tutte le 4 partite della pre-stagione e le prime 2 partite della stagione regolare. Non riuscì a trovare molti spazi e chiuse la stagione con solo 2 partite giocate da titolare.
Il 5 marzo 2010 firmò per un altro anno per 750.000 dollari. Nella partita giocata il 31 ottobre contro i Seattle Seahawks fece una ricezione per 6 yard. Nel match contro i Kansas City Chiefs del 7 novembre riuscì a segnare un touchdown con una ricezione di 2 yard.
Il 30 luglio 2011 rifirmò un annuale per 1,5 milioni di dollari, inclusi 200.000$ di bonus alla firma, giocò in tutte le 16 partite come right tackle e aiutò i Raiders ad arrivare 7º in tutta la lega nelle media delle yard su corse.
Il 21 marzo 2012 rifirmò nuovamente per un anno per 2 milioni di dollari. Si infortunò al bacino nella seconda partita contro i Miami Dolphins che lo costrinse a rimanere fuori per ben 7 partite. Rientrò il 18 novembre nella sconfitta contro i New Orleans Saints. Chiuse con 9 partite tutte da titolare, terminata la stagione regolare fece un lieve intervento al tricipite.
Il 20 marzo 2013 dopo esser diventato free agent firmò ancora un anno per 840.000$, chiuse la stagione giocando 16 partite tutte da titolare, prima come left tackle durante l'assenza del compagno di squadra Jared Veldheer e poi per la prima volta come left guard.
Il 28 febbraio 2014 rifirmò per un altro anno per un milione di dollari, inclusi 100.000$ di bonus alla firma, più 200.000$ di altri bonus e 600.000$ di incentivi extra.

## Palmarès

### Individuale
- PFWA All-Rookie Team - 2005

## Statistiche
| Partite totali         | 123             |
| Partite da titolare    | 103             |
| Yard su ricezione      | 8               |
| Touchdown su ricezione | 1               |
| Tackle totali          | 9               |
| Fumble recuperati      | 1               |
| Penalità fatte         | 58 per 410 yard |

Statistiche aggiornate alla stagione 2013